# Župnija Martjanci
Župnija Martjanci je rimskokatoliška teritorialna župnija dekanije Murska Sobota škofije Murska Sobota.
Župnijska cerkev je cerkev sv. Martina.
Do 7. aprila 2006, ko je bila ustanovljena škofija Murska Sobota, je bila župnija del Pomurskega naddekanata, ki je bila del škofije Maribor.

## Ljudje

### Župniki
- Janoš Vlašič (1755-1756)
- Matjaž Cipot (1762-1780)
- Jurij Baltazar pl. Raffay (1768-1773)
- Mihael Gaber (1779-1815)
- Mihael Mies (1815-1816)
- Franc Novak (1816)
- Štefan Solar (1816-1817)
- Janoš Terplan (1817-1836)
- József Horváth (1836-1874)
- Jožef Bagari (1874-1912)
- Jožef Horvat (1912-1932)
- Andrej Berden (1932-?)

### Kaplani
- Jožef Benkovitš (1757-1762)
- Franc Cipot (1778-1779)
- Ivan Fabiankovitš (1816)
- Jožef Tivadar (1931)

### Dušni pastirji iz župnije
- Janoš Vrečič (* Martjanci 1773; † Turnišče 1817)
- Janoš Šiftar (* Martjanci 1780; † Kančevci 1822)
- Matjaž Borovnjak (* Mladetinci 1785; † Pečarovci 1859)
- Jožef Cipot (* Noršinci 1789; † Grad 1835)
- Jožef Borovnjak (* Martjanci, 1846; † Grad 1876)
- Agošt Kreps (* Tešanovci, 1896; Župnikoval v Turnicu pri Sombotelu)